# Rhamnus pissjaukovae
Rhamnus pissjaukovae är en brakvedsväxtart som beskrevs av O.A.Popova. Rhamnus pissjaukovae ingår i släktet getaplar, och familjen brakvedsväxter. Inga underarter finns listade i Catalogue of Life.